# بوردولانو
بوردولانو (به ایتالیایی: Bordolano) یک کومونه در ایتالیا است که در استان کریمونا واقع شده‌است.

## خصوصیات
بوردولانو ۸٫۱ کیلومترمربع مساحت و ۵۹۱ نفر جمعیت دارد.